# Skara HF
Skara HF är en handbollsförening i Skara i Västra Götalands län, bildad den 8 april 1993 då Hangelösa HF och Stenums IF gick ihop. Skara HF har 250 aktiva utövare och elva ungdomslag.
Under 1990-talet spelade Skara HF flera säsonger i högsta serien (dåvarande Elitserien), men åkte ur efter säsongen 1997/1998. Efter några år i toppen av allsvenskan under 2010-talet, återkom Skara HF till damhandbollens högsta serie säsongen 2016/2017.
2022 tog de silvermedalj i Svenska cupen.
2025 blev Skara HF svenska mästare för första gången med 3-1 i matcher mot IK Sävehof.

## Historia
Under 1990-talet spelade Skara HF flera säsonger i högsta serien, dåvarande Elitserien för damer, med bland annat följande resultat 7:e 1992/1993, 11:e plats 1993/1994 men seger i allsvenskan (alltså totalt 9 efter de åtta lag som spelade vårserien), 11:e plats året efter i höstserien med ny seger i allsvenskan, följda av ny 9:e plats 1995/1996 och en 8:e plats i elitserien 1996/1997 och inget spel i allsvenskan utan direktklara för vårserien där man dock kom sist. Året efter, 1997/1998, åkte man ur elitserien. Det blev en nedtur i de lägre divisionerna.

### Återtåget
Säsongen 2011/12 återkom Skara HF till Allsvenskan efter att ha besegrat CaperioSport i kvalspelet. I seriespelet slutade man på en niondeplats av tolv lag med 14 inspelade poäng vilket var detsamma som åttondeplacerade Rimbo HK.
I kvalspelet besegrade man Härnösands HK och säkrade därmed sitt allsvenska kontrakt över säsongen 2012/13. Då placerade sig laget som tia i den allsvenska tabellen, men kvalade sig åter kvar genom att besegra Bodens BK på såväl borta- som hemmaplan.
Inför säsongen 2013/14 värvade Skara HF den finska landslagsspelaren Alexandra Roos samt fick hem den 65-faldiga landslagsspelare Petra Skogsberg (som spelande assisterande tränare) från Lugi HF, samt hennes lillasyster Gabriella Skogsberg från VästeråsIrsta HF.
Sedan tidigare fanns även mellansystern Mikaela Skogsberg i laget, vilket innebar att samtliga tre syskon var verksamma spelare under säsongen 2013/2014. Säsongen 2015/2016 slutade med serieseger för laget, vilket innebar spel i högsta serien till säsongen 2016/2017.
Skara HF utmärkte sig redan under åren i Allsvenskan som det damhandbollslag i Sverige med femte bäst publiksnitt, elitserielagen inkluderat. Seniormatcherna hade i genomsnitt följts av 460 personer sen återkomsten till Allsvenskan. Toppnoteringen kom mot Eskilstuna Guif den 5 mars 2012 då 966 personer kom till Skara Idrottshall.
2025 blev Skara HF svenska mästare, då de slog IK Sävehof med 3-1 i matcher.

## Spelartrupp
| Nr | Land          | Pos | Namn                    |
| -- | ------------- | --- | ----------------------- |
| 3  | Island        | M9  | Aldís Ásta Heimisdóttir |
| 4  | Nederländerna | 9M  | Evi Jaspers             |
| 8  | Sverige       | H6  | Ewelina Ström           |
| 10 | Sverige       | 9M  | Bleona Nuredini         |
| 11 | Danmark       | M6  | Natacha Buhl            |
| 13 | Sverige       | M6  | Ellen Aronsson          |
| 14 | Sverige       | H6  | Emma Gyltman            |
| 15 | Sverige       | 9M  | Meja Norrgård           |

| Nr | Land    | Pos | Namn                 |
| -- | ------- | --- | -------------------- |
| 16 | Danmark | MV  | Laerke Sörensen      |
| 18 | Schweiz | V6  | Melanie Felber       |
| 22 | Sverige | H9  | Linnea Säreborn      |
| 23 | Sverige | 9M  | Stella Stark         |
| 40 | Sverige | MV  | Isabella Mouratidou  |
|    | Sverige | V6  | Vera Blomgren Bustad |
|    | Sverige | 9M  | My Morgenstern       |